# Lamyra fulva
Lamyra fulva är en tvåvingeart som först beskrevs av Johann Wilhelm Meigen 1804.  Lamyra fulva ingår i släktet Lamyra och familjen rovflugor. Inga underarter finns listade i Catalogue of Life.